# Freud flyttar hemifrån...
Freud flyttar hemifrån... är en svensk-dansk film från 1991 i regi av Susanne Bier.

## Handling
Filmen handlar om den 25-åriga Angelique Cohen som fortfarande bor hos sin dominanta mor. Angelique kallas för "Freud" eftersom hon har för vana att psykologisera alla människor hon möter.

## Om filmen
Freud flyttar hemifrån... har visats i SVT, bland annat 1998, 2004 och i augusti 2021, samt oktober 2023.

## Rollista (urval)
- Ghita Nørby – Rosha Cohen
- Gunilla Röör – Angelique "Freud" Cohen
- Palle Granditsky – Ruben Cohen, antikhandlare
- Philip Zandén – David Cohen
- Jessica Zandén – Deborah Cohen
- Peter Andersson – Adrian
- Stina Ekblad – syster Linnea, sjuksköterskan
- Torgny Anderberg – kyckling-kund
- Nils Eklund – Veras man
- Basia Frydman – Vera
- Pierre Fränckel – Max, Rubens bror
- Peter Haber – man på flygplanet
- Gunilla Larsson – antikaffärskund
- Leif Liljeroth – Simon på festen
- Lars Lind – man på trappan
- Johan Rabaeus – doktor Lundgren
- Peter Stormare – Berra